# Halfdan Hansen
Halfdan Nicolai Hansen (Oslo, 16 d'octubre de 1883 - Grotli, Skjåk, Oppland, 1 d'abril de 1953) va ser un regatista noruec que va competir a començaments del segle xx.
El 1912 va prendre part en els Jocs Olímpics d'Estocolm, on va guanyar la medalla d'or en la categoria de 12 metres del programa de vela, a bord del Magda IX.